# Karl August von Luxburg
Graf Karl August Emil von Luxburg (* 25. März 1782; † 1. September 1849 in Mannheim) war ein deutscher Theaterschaffender und Intendant des Nationaltheaters Mannheim.

## Leben
Karl August war der Sohn des im Jahr 1790 in den Reichsgrafenstand erhobenen Johann Friedrich Graf von Luxburg und der Maria Freiin Vogt von Hunolstein.
Karl August war königlich bayerischer Major à la suite, später Gesandter des badischen Herrscherhauses in Frankreich und von 1821 bis 1836 Intendant des Mannheimer Nationaltheaters.
Karl August von Luxburg heiratete am 25. April 1814 in Seckenheim die verwitwete Éléonore Denuelle. Für sie war dies schon die dritte Ehe; das Paar hatte keine männlichen Nachkommen. Um 1805 war Éléonore die Mätresse von Kaiser Napoleon Bonaparte und bekam 1806 den Sohn Léon Denuelle, den Karl August mit der Hochzeit von Éléonore adoptierte.